# Pseudocercospora physostegiae
Pseudocercospora physostegiae är en svampart som först beskrevs av W.A. Jenkins ex Chupp, och fick sitt nu gällande namn av U. Braun & Crous 2009. Pseudocercospora physostegiae ingår i släktet Pseudocercospora och familjen Mycosphaerellaceae.   Inga underarter finns listade i Catalogue of Life.